# Anafoor (stijlfiguur)
Een anafoor is een stijlfiguur, die bestaat uit het herhalen van steeds weer een of meerdere woorden aan het begin van elkaar opvolgende zinnen of zinsdelen. Deze stijlfiguur is veelgebruikt in de retoriek. De naam is afgeleid van het Grieks werkwoord ἀναφέρειν, dat letterlijk “naar boven brengen” betekent.
De Romeinse pedagoog Quintilianus geeft aan dat de anafoor de luisteraar bestookt met een 'aanhoudend spervuur van zinssegmenten', maar moderne auteurs noemen dit niet en stellen geen ondergrens aan het aantal herhalingen.
Voorbeelden
- 'k Kwam op 'n brugje
'k Kwam op 'n wegje
'k Kwam 'n roodbont hondje tegen[2]
- Niemand die het weet,
niemand die wat doet
niemand die het wat kan schelen ...
- Ik zie, ik zie wat jij niet ziet (raadselspel; dit is tevens een epizeuxis)
- De Acht Zaligheden, volgens Matteüs 5 uitgesproken door Jezus. Een overeenkomstig fragment in Lucas 6 geeft er maar vier, gevolgd door vier vervloekingen. Hieronder de eerste vier zaligheden volgens Matteüs en de eerste twee vervloekingen:[3][4]
  - Gelukkig wie nederig van hart zijn, want voor hen is het koninkrijk van de hemel. Gelukkig de treurenden, want zij zullen getroost worden. Gelukkig de zachtmoedigen, want zij zullen het land bezitten. Gelukkig wie hongeren en dorsten naar gerechtigheid, want zij zullen verzadigd worden.
  - Maar wee jullie die rijk zijn, jullie hebben je deel al gehad. Wee jullie die nu verzadigd zijn, want je zult hongeren.

Ook in het Latijn zijn anaforen bekend. Bijvoorbeeld de laatste strofe van Carmen 51 van Catullus;
- Otium, Catulle, tibi molestum est:
otio exsultas nimiumque gestis:
otium et reges prius et beatas
perdidit urbes.

Enkele bekende voorbeelden in het Engels zijn:
- We shall not flag or fail. We shall go on to the end. We shall fight in France, we shall fight on the seas and oceans, we shall fight with growing confidence and growing strength in the air, we shall defend our island, whatever the cost may be, we shall fight on the beaches, we shall fight on the landing grounds, we shall fight in the fields and in the streets, we shall fight in the hills. We shall never surrender. (Winston Churchill)
- Never give in – never, never, never, never, in nothing great or small, large or petty, never give in except to convictions of honour and good sense. Never yield to force; never yield to the apparently overwhelming might of the enemy. (Winston Churchill, 29 oktober 1941. Churchill gebruikt hier tevens een andere vorm van herhaling, de epizeuxis.)[5]

Uit de beroemde toespraak I Have a Dream:
Let us not wallow in the valley of despair. I say to you today, my friends, that in spite of the difficulties and frustrations of the moment,
I still have a dream. It is a dream deeply rooted in the American dream.
I have a dream that one day this nation will rise up and live out the true meaning of its creed: "We hold these truths to be self-evident: that all men are created equal.
I have a dream that one day on the red hills of Georgia the sons of former slaves and the sons of former slave owners will be able to sit down together at a table of brotherhood.
I have a dream that one day even the state of Mississippi, a state, sweltering with the heat of injustice, sweltering with the heat of oppression, will be transformed into an oasis of freedom and justice.
 I have a dream that my four little children will one day live in a nation where they will not be judged by the color of their skin but by the content of their character.
I have a dream' today.